# Michael Kißener
Michael Kißener (* 3. Dezember 1960 in Bonn) ist ein deutscher Historiker und Hochschullehrer an der Universität Mainz.

## Leben und Wirken
Von 1982 bis 1987 studierte Kißener (seit 1984 als Stipendiat der Bischöflichen Studienstiftung Cusanuswerk) Geschichte, Germanistik und Pädagogik an der Rheinischen Friedrich-Wilhelms-Universität in Bonn, wo er 1991 auch promoviert wurde. Von 1992 bis 2002 war er Geschäftsführer der „Forschungsstelle Widerstand“ an der Universität Karlsruhe, an der er sich 2000 habilitierte. Seit 2002 ist er Professor für Zeitgeschichte an der Universität Mainz. Schwerpunkt seiner Publikations- und Vortragstätigkeit ist die Geschichte der nationalsozialistischen Diktatur und der Widerstand gegen den Nationalsozialismus.
Seit 2017 ist Kißener Mitglied im Kuratorium der Fridtjof-Nansen-Akademie für politische Bildung im Weiterbildungszentrum Ingelheim.

## Schriften (Auswahl)
- Ständemacht und Kirchenreform – bischöfliche Wahlkapitulationen im Nordwesten des alten Reiches 1265–1803 (= Rechts- und staatswissenschaftliche Veröffentlichungen der Görres-Gesellschaft, N.F., Band 67). Schöningh, Paderborn 1991, ISBN 3-506-73367-2 (zugleich: Dissertation, Universität Bonn).
- als Herausgeber mit Joachim Scholtyseck: Die Führer der Provinz. NS-Biographien aus Baden und Württemberg. UVK, Konstanz 1997, ISBN 3-87940-566-2.
- Zwischen Diktatur und Demokratie. Badische Richter 1919–1952 (= Karlsruher Beiträge zur Geschichte des Nationalsozialismus. Band 7). UVK-Verlags-Gesellschaft, Konstanz 2003, ISBN 3-89669-760-9.
- Das Dritte Reich. Wissenschaftliche Buchgesellschaft, Darmstadt 2005, ISBN 978-3-534-70173-5.
- Kleine Geschichte des Landes Rheinland-Pfalz. Karlsruhe, Mainz 2006, ISBN 978-3-7650-8345-7.
- als Herausgeber mit Karl Lehmann: Das letzte Wort haben die Zeugen. Alfred Delp 1907–1945. Bistum Mainz, Mainz 2007, ISBN 978-3-934450-31-8.
- als Herausgeber: Germersheim im 20. Jahrhundert – Wege einer Festungsstadt in der Mitte Europas. Verlag Regionalkultur, Ubstadt-Weiher 2008, ISBN 978-3-89735-533-0.
- als Herausgeber: Der Weg in den Nationalsozialismus 1933/1934 (= Neue Wege der Forschung). Wissenschaftliche Buchgesellschaft, Darmstadt 2009, ISBN 978-3-534-20099-3.
- als Herausgeber: Rheinhessische Wege in den Nationalsozialismus. Studien zu rheinhessischen Landgemeinden von der Weimarer Republik bis zum Ende der NS-Diktatur. Hrsg. für den Förderverein Projekt Osthofen, Worms Verlag, Worms 2010, ISBN 978-3-936118-74-2.
- Boehringer Ingelheim im Nationalsozialismus. Studien zur Geschichte eines mittelständischen chemisch-pharmazeutischen Unternehmens. Steiner, Stuttgart 2015, ISBN 978-3-515-11008-2.
- mit Andreas Roth: Notare in der nationalsozialistischen „Volksgemeinschaft“. Das westfälische Anwaltsnotariat 1933–1945. Nomos, Baden-Baden 2017, ISBN 978-3-8487-4212-7.
- mit Carsten Burhop, Hermann Schäfer, Joachim Scholtyseck: Merck. Von der Apotheke zum Weltkonzern. C. H. Beck, München 2018, ISBN 978-3-406-70037-8.
- Boehringer Ingelheim und die deutsch-französische Aussöhnung nach dem Zweiten Weltkrieg = Boehringer Ingelheim et la réconciliation franco-allemande après la Seconde Guerre mondiale (= Cahiers de Mayence. Nummer 1). FIFF, Mainz 2019, ISBN 978-3-9820661-0-3.
- mit Andreas Roth, Vaios Kalogrias und Philipp Martin: Das rheinische Nurnotariat im Nationalsozialismus. Nomos, Baden-Baden 2023, ISBN 978-3-8487-7560-6.